# Stefan Gębicki
Stefan Wincenty Gębicki (ur. 9 czerwca 1938 w Piotrkowie Trybunalskim, zm. 15 maja 2017) – polski polityk i ekonomista, poseł na Sejm X kadencji.

## Życiorys
W 1962 podjął pracę w Centrali Eksportowo-Importowej „Olinex” w Warszawie, był m.in. kierownikiem filii w Kołobrzegu. Ukończył studia na Politechnice Szczecińskiej w 1978, uzyskując tytuł zawodowy magistra ekonomii. Po ukończeniu studiów był attaché handlowym w Dhace od 1979 do 1983. Po powrocie do kraju został asystentem dyrektora naczelnego Polskiej Żeglugi Bałtyckiej, w 1984 awansowany na dyrektora naczelnego. W 1988 wybrano go na prezesa Zarządu Armatorów Polskich i wiceprezydenta Międzynarodowego Związku Armatorów (INSA), należał do Ogólnopolskiego Porozumienia Związków Zawodowych.
W 1989 uzyskał mandat posła na Sejm kontraktowy w okręgu koszalińskim z puli Polskiej Zjednoczonej Partii Robotniczej, do której należał od 1968. Na koniec kadencji należał do Klubu Niezależnych Posłów, zasiadał w Komisji Stosunków Gospodarczych z Zagranicą i Gospodarki Morskiej.
Pochowany na cmentarzu komunalnym w Śremie.

## Odznaczenia
- Złoty Krzyż Zasługi (1985)
- Medal 40-lecia Polski Ludowej[3]